# Egbert Adjesu
 (juin 2024).
Egbert Adjesu, né en 1931, est un écrivain et réalisateur ghanéen. Il a notamment réalisé le film I Told You So en 1970, sorti à l'ère postcoloniale,,.

## Biographie
Egbert, natif de Krobo Odumase (en), a résidé à Londres. Durant son séjour, il collabore avec Pinewood Studios. Plus tard, de retour au Ghana, il commence à travailler pour Gold Coast Film Unit à partir de 1952 et a été l'un des premiers à en devenir directeur lorsque celle-ci est devenue la Ghana Film Industry Corporation (GFIC) (Armes, 2008).
I Told You So est produit avec l'appui de la GFIC de l'époque, dans le but d'explorer la structure de la narration traditionnelle et l'esthétique du théâtre-concert pour sa qualité formelle (Ogunleye, 2014). De plus, on lui attribue également l'écriture d'une pièce intitulée Hamlet en 1964.
Egbert pensait que le cinéma était employé dans le cadre d'une vaste campagne de propagande multimédia destinée à rallier les autochtones au soutien de la Grande-Bretagne. Les colonialistes de l'ancienne Côte-de-l'Or, aujourd'hui Ghana, ont utilisé le cinéma pour diffuser des informations sur la Seconde Guerre mondiale. L'objectif était de susciter la sympathie et d'obtenir l'appui de la population locale afin de fournir des hommes valides et d'autres ressources nécessaires pour aider les efforts de guerre britanniques.
Avec Sam Aryeetey (en), Tom Ribeiro et une foule d'autres cinéastes de la première heure, l'industrie cinématographique ghanéenne est née.

## Filmographie
- 1970 : I Told You So